# Polskie Towarzystwo Nauk Politycznych
Polskie Towarzystwo Nauk Politycznych – najstarsza (założona w 1957) i największa organizacja skupiająca polskich naukowców zajmujących się politologią i naukami pokrewnymi. Ma około 900 członków, zrzeszonych w 20 oddziałach terenowych oraz 15 sekcjach badawczych.

## Prezesi Zarządu Głównego[1]
- 1957-1960: Konstanty Grzybowski
- 1960-1962: Manfred Lachs
- 1962-1964: Stanisław Ehrlich
- 1964-1967: Jerzy Wiatr
- 1967-1970: Konstanty Grzybowski
- 1970: Jerzy Wiatr (p.o.)
- 1970-1972: Zygmunt Rybicki
- 1972-1976: Kazimierz Opałek
- 1976-1979: Jerzy Wiatr
- 1979-1982: Artur Bodnar
- 1982-1985: Czesław Mojsiewicz
- 1985-1988: Longin Pastusiak
- 1988-1991: Henryk Groszyk
- 1991-1994: Krzysztof Pałecki
- 1994-1997: Edward Haliżak
- 1998-2001: Grażyna Ulicka
- 2001-2004: Konstanty Wojtaszczyk
- 2004-2010: Teresa Sasińska-Klas

- 2010-2016: Roman Bäcker
- 2016-2022: Arkadiusz Żukowski[2]
- Od 2022: Magdalena Musiał-Karg

## Działalność
Polskie Towarzystwo Nauk Politycznych działa poprzez prezesa, zarząd główny, 20 oddziałów we wszystkich najważniejszych ośrodkach akademickich oraz 15 sekcji badawczych. PTNP corocznie przeprowadza konkursy na najlepszą pracę doktorską, najlepszą książkę oraz najlepszy artykuł naukowy z zakresu politologii. Z inicjatywy Romana Bäckera PTNP oraz Komitet Nauk Politycznych PAN zaczęły organizować Kongresy Politologiczne. Pierwszy odbył się w Warszawie w 2009 roku. W kolejnych latach kongresy odbywały się co trzy lata w Poznaniu, Krakowie i Lublinie. W 2022 roku odbył się Kongres we Wrocławiu. Od 2015 roku corocznie odbywa się w Toruniu Zimowa Szkoła Metodologiczna kierowana wspólnie przez Krzysztofa Kasianiuka przewodniczącego Sekcji Metod, Technik i Narzędzi Badawczych oraz Romana Bäckera.
PTNP współpracuje z najważniejszymi politologicznymi organizacjami międzynarodowymi. W 2016 roku PTNP było organizatorem światowego kongresu politologicznego w Poznaniu. Przedstawiciele polskiego środowiska politologicznego systematycznie są wybierani do Executive Committee światowego towarzystwa politologicznego (IPSA). PTNP jest aktywnym uczestnikiem Central European Political Science Association. PTNP ściśle współpracuje z Komitetem Nauk Politycznych PAN.
PTNP udziela patronatu kwartalnikowi „Athenaeum. Polskie Studia Politologiczne” wydawanemu przez Wydawnictwo Adam Marszałek. Od 2005 roku z inicjatywy Romana Bäckera jest ono współredagowane na równych prawach przez najpierw 11, a ostatecznie 18 ośrodków akademickich prowadzących studia z zakresu politologii i stosunków międzynarodowych. W 2015 roku funkcję redaktora naczelnego z rąk prof. Romana Bäckera przejął prof. Bartłomiej Michalak.